# Liste der Kellergassen in der Steiermark

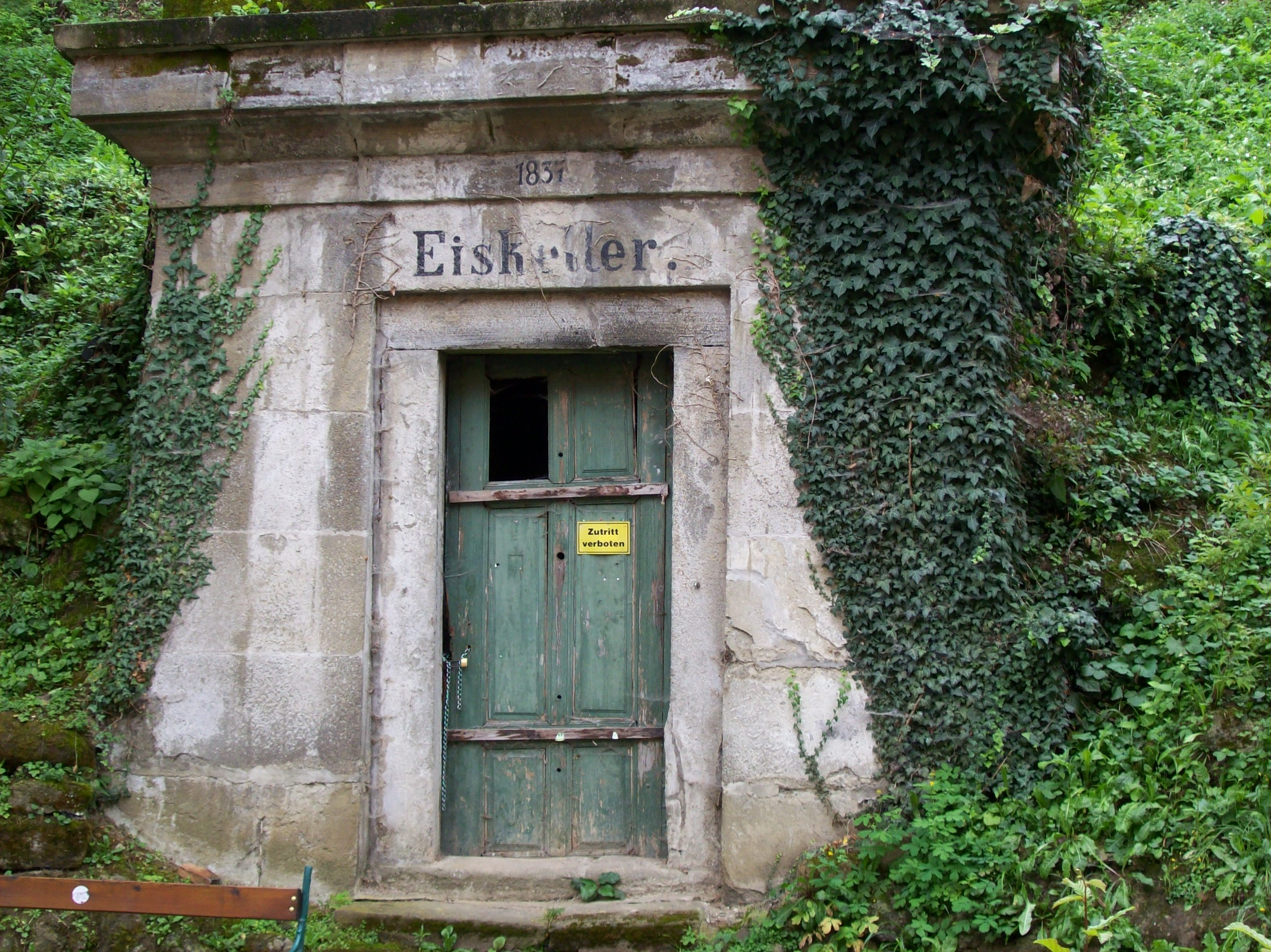
Eiskeller Bad Gleichenberg

Die Liste der Kellergassen der Steiermark führt die Kellergassen im österreichischen Bundesland Steiermark an.
In der Fremdenverkehrswerbung wird in Verbindung mit einigen steirischen Gemeinden häufig der Begriff „Kellergasse“ verwendet. Doch die Weinkeller in der Steiermark sind nicht eng aneinandergebaute Presshäuser wie in Niederösterreich und dem Nordburgenland, sondern lose verstreute Kellerstöckl, die vielfach stark umgebaut oder überbaut wurden.
In der Steiermark gibt es in den Anbaugebieten Vulkanland Steiermark (ehemals Südoststeiermark), Südsteiermark und Weststeiermark insgesamt etwas über 3800 Weinhauer, die etwa 3.300 ha Weinanbaufläche bewirtschaften. In Klöch, Schloss Gamlitz, Kitzeck im Sausal und Kornriegel gibt es Weinbaumuseen.
In Bad Gleichenberg gibt es einen denkmalgeschützten Eiskeller.
| Foto |                 | Kellergasse                               | Standort                               | Beschreibung |
| ---- | --------------- | ----------------------------------------- | -------------------------------------- | --- |
| BW   | Datei hochladen | Eibiswald: Kornriegl                      | Eibiswald Standort                     | Kellerstöckl gibt es unter anderem im Bereich der Ortschaft Kornriegl. |
| ja   | Datei hochladen | Fehring: Heißberg                         | Fehring Standort                       | Südlich vom Ort Fehring befinden sich in der Kellergasse Schlittenau und weit verstreut am Kuruzzenkogel zahlreiche Winzerhäuser und Kellerstöckl. Beim jährlich im Frühsommer stattfindenden Kellerstöckl hoamsuachn besuchen tausende Besucher die Wein- und Obstbauern, die regionale Produkte anbieten. |
| ja   | Datei hochladen | Feistritztal: Siegersdorf bei Herberstein | Feistritztal Standort                  | Im Bereich der Ortschaft Siegersdorf gibt es einige Weinkeller und einen Weinlehrpfad. |
| ja   | Datei hochladen | Gamlitz: Sulztal an der Weinstraße        | KG: Sulztal an der Weinstraße Standort | |
| ja   | Datei hochladen | Großwilfersdorf: Herrnberg                | Großwilfersdorf Standort               | Im Ortsteil Herrnberg, südwestlich von Großwilfersdorf, gibt es mehrere Kellerstöckl. Beim jährlich am 1. Mai stattfindenden Kellerstöcklfest bieten Winzer und Bauern lokale Produkte an. |
| BW   | Datei hochladen | Ilz: Ilzberg                              | Ilz Standort                           | Im Ortsteil Ilzberg, südlich des Hauptortes Ilz, befinden sich mehrere Kellerstöckl und Kellergebäude. |
| BW   | Datei hochladen | Ilztal: Prebensdorfberg                   | Ilztal Standort                        | Im Ortsteil Prebensdorfberg, südlich des Hauptortes Ilztal, befinden sich mehrere Kellerstöckl. Jährlich findet dort am Pfingstsonntag das Prebensdorfberger Kellerstraßenfest statt. |
| ja   | Datei hochladen | Klöch                                     | Klöch Standort                         | Weit verstreut an den Hängen südlich und westlich des Hauptortes Klöch (Ortsteile Pirchweingarten, Klöchberg, Hürtherberg) befinden sich Winzerhäuser und Kellerstöckl. |
| ja   | Datei hochladen | Leutschach: Glanz an der Weinstraße       | KG: Glanz an der Weinstraße Standort   | |
| ja   | Datei hochladen | Ligist: Grabenwarth                       | KG: Grabenwarth Standort               | |
| ja   | Datei hochladen | Sankt Anna am Aigen: Hochstraden          | KG: Hochstraden Standort               | |
| ja   | Datei hochladen | Sankt Anna am Aigen: Schemming            | KG: Plesch Standort                    | In Schemming befinden sich am Oberschemmingweg auf einer Länge von 150 Metern etwa 10 Kellergebäude. Etwas unterhalb am Hang sind ein paar Keller am Unterschemmingweg, einer davon ist am Portal mit 1841 bezeichnet.                                                                                      |
| BW   | Datei hochladen | Sankt Andrä-Höch                          | Sankt Andrä-Höch Standort              | |
| BW   | Datei hochladen | Sankt Nikolai im Sausal                   | Sankt Nikolai im Sausal Standort       | |
| ja   | Datei hochladen | Sankt Peter am Ottersbach: Bierbaum       | KG: Bierbaum am Auersbach Standort     | |
| ja   | Datei hochladen | Straden:Rosenberg                         | Straden Standort                       | Am Rosenberg östlich von Sulzbach gibt es mehrere Kellerstöckl, zwei davon sind denkmalgeschützt. |

| Foto:                    | Fotografie der Kellergasse (Gesamtheit). Klicken des Fotos erzeugt eine vergrößerte Ansicht. Daneben finden sich zwei Symbole: \| Weitere Bilder vorhanden \| Das Symbol bedeutet, dass weitere Fotos des Objekts verfügbar sind. Durch Klicken des Symbols werden sie angezeigt. \| \| Eigenes Foto hochladen \| Durch Klicken des Symbols können weitere Fotos des Objekts in das Medienarchiv Wikimedia Commons hochgeladen werden. \| |
| Name:                    | Bezeichnung der Kellergasse |
| Standort:                | Es ist die Katastralgemeinde (KG) angegeben. Durch Aufruf des Links Standort wird die Lage der Kellergasse in verschiedenen Kartenprojekten angezeigt. |
| Beschreibung             | Kurze Beschreibung der Kellergasse |
| Weitere Bilder vorhanden | Das Symbol bedeutet, dass weitere Fotos des Objekts verfügbar sind. Durch Klicken des Symbols werden sie angezeigt. |
| Eigenes Foto hochladen   | Durch Klicken des Symbols können weitere Fotos des Objekts in das Medienarchiv Wikimedia Commons hochgeladen werden. |